# Energía eólica en Rumania

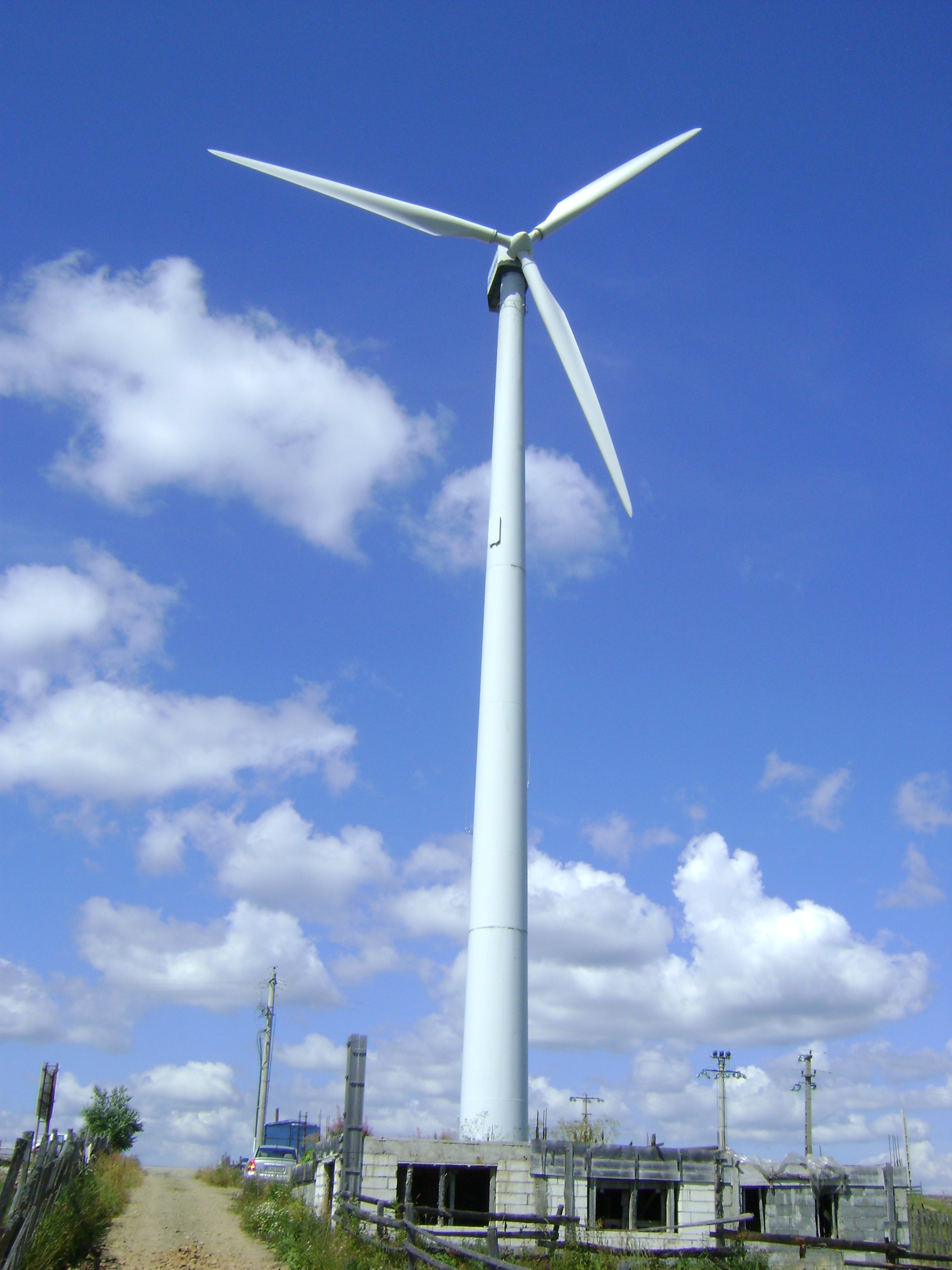
Tihuţa Pass aerogenerador

La energía eólica en Rumania tiene una capacidad instalada acumulada total de 3.028 MW a finales de 2016, encima de los 14 MW de capacidad instalada en 2009.
Rumania tiene el mayor potencial eólico en Europa continental de 14,000 MW; en 2009, los inversores ya tenían solicitudes de conexión de 12.000 MW y la compañía nacional de transporte de electricidad Transelectrica ofreció permisos por 2.200 MW. Un estudio de Erste Bank coloca a Rumania y especialmente a la región de Dobrogea con los condados de Constanţa y Tulcea como el segundo mejor lugar de Europa (después de Escocia ) para construir parques eólicos debido a su gran potencial eólico. Otro estudio realizado por el Instituto Rumano de Energía (REI) dijo que los parques eólicos podrían contribuir con 13 GW a la capacidad nacional de generación de energía para 2020, y que entre 2009 y 2017 la capacidad total de los parques eólicos comprenderá 4,000 MW con inversiones de US $ 5,6 mil millones.
| Energía eólica en Rumania | Energía eólica en Rumania | Energía eólica en Rumania | Energía eólica en Rumania    | Energía eólica en Rumania |
| Año                       | Total (MWp)               | Producción (GWh)          | % de consumo de electricidad |                           |
| ------------------------- | ------------------------- | ------------------------- | ---------------------------- | ------------------------- |
| 2008                      | 3                         |                           |                              |                           |
| 2009                      | 14                        |                           |                              |                           |
| 2010                      | 462                       |                           |                              |                           |
| 2011                      | 982                       | 1,073                     | 1.8%                         |                           |
| 2012                      | 1,905                     | 2,684                     | 4.6%                         |                           |
| 2013                      | 2,599                     | 4,800                     | 8.6%                         |                           |
| 2014                      | 2,954                     | 5,618                     | 10.0%                        |                           |
| 2015                      | 2,976                     | 6,703                     | 11.6%                        |                           |
| 2016                      | 3,028                     | 6,385                     | 10.9%                        |                           |
| 2017                      | 3,029                     | 7,301                     | 12.2%                        |                           |
| 2018                      | 3,029                     | 6,226                     | 10.2%                        |                           |
|                           |                           |                           |                              |                           |